# Chrast
Chrast è una città della Repubblica Ceca facente parte del distretto di Chrudim, nella regione di Pardubice.